# Oratorio di San Giovanni Bosco
L’oratorio di San Giovanni Bosco è una chiesa sussidiaria della parrocchia di Sant’Abbondio a San Bonifacio in provincia di Verona e diocesi di Vicenza; fa parte del vicariato di San Bonifacio-Montecchia di Crosara, più precisamente dell'Unità Pastorale San Bonifacio.

## Storia
Nel 1906 la parrocchia di Sant’Abbondio acquistò un terreno per far sorgere un oratorio per i ragazzi. Successivamente gli spazi aumentarono grazie all’acquisto di altro terreno. Furono costruiti un teatro, una scuola e sistemato un campetto da calcio.
Quando Papa Pio XI, nel 1934, beatificò don Giovanni Bosco, fu posta la prima pietra di questo oratorio dedicato a lui, primo edificio in Veneto con tale intitolazione. 
Il progetto della chiesa è dell’ingegnere (ex salesiano) Livio Martinelli con la partecipazione di Giuseppe Lussana, Pietro Zanella, Nello Bertagnin (che realizzò anche gli affreschi con il professor Albertini) e Nello Sofia.
L’edificio fu inaugurato l’8 settembre 1935.

## Descrizione

### La facciata
La facciata a capanna, in pietra bianca lungo i contorni e a mattoni a vista nella parte centrale, presenta un portale con protiro e lunetta con l’immagine di San Giovanni Bosco.
Ai fianchi del portale due finestre allungate, mentre in alto vi è un rosone. Sopra, una cornice di archetti pensili, mentre sul vertice della facciata sorge una croce.

### L’interno
La chiesa si presenta a navata unica, con varie aperture su entrambe le pareti e copertura a capriate lignee.
Delimitato da una balaustra vi è il presbiterio con l’altare maggiore e, in una nicchia, la statua di San Giovanni Bosco.
Sulla parete retrostante il presbiterio vi sono degli affreschi di Nello Bertagnin, realizzati con la collaborazione del professor Albertini, con scene di vita del santo di Castelnuovo Don Bosco, attorniato dai ragazzi. Risulta presente anche lo stesso oratorio e il Santuario di Maria Ausiliatrice in Torino.